# Thomas Bradwardine

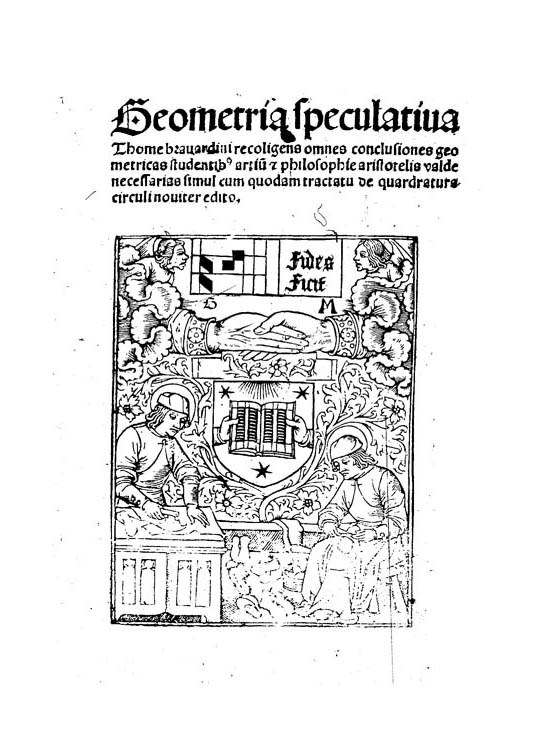
Geometria speculativa, 1495

Thomas Bradwardine (n. c. 1290- d. 26 august 1349) a fost un savant și filozof englez și arhiepiscop de Canterbury. 
A fost supranumit Doctor profundis.

## Biografie
S-a născut în sudul Angliei.
Nu se cunosc detalii prea multe despre viața sa.
A studiat la Oxford, devenind profesor în cadrul acestei prestigioase universități.
Ulterior devine arhiepiscop de Canterbury.

## Activitate științifică
Lucrările sale de matematică și mecanică sunt novatoare și pline de originalitate.
A fost unul dintre primii matematicieni europeni care a utilizat noțiunile de trigonometrie preluate de la savanții orientali, cărora le-a dat o bază teoretică mai profundă.
A introdus termenii umbra recta și umbra versa, noțiuni echivalente cu tangenta și cotangenta.
A studiat proprietățile izoperimetrice ale poligoanelor și iraționalitatea lui √2.
La el se găsește notația cu exponenți fracționari {\displaystyle A^{1/2}\!} în loc de {\displaystyle {\sqrt {A}}.}
Studiind natura continuumului, a fost un precursor al calculului infiniților mici din secolul al XVII-lea.
Un alt mare merit al lui Bradwardine constă în faptul că a stabilit relații matematice în problemele de mecanică.

## Scrieri
- Aritmetica teoretică, care este o prescurtare a Aritmeticii lui Boethius
- Geometria teoretică
- De cuadratura circuli
- Tractatus proportionum seu de proprotionibus velocitatum in motibus (tradusă în franceză în 1945)
- Tractatus de continuo (1328).

1. 1 2  Complete Dictionary of Scientific Biography[*] Verificați valoarea |titlelink= (ajutor)
2. 1 2 3  Autoritatea BnF, accesat în 10 octombrie 2015
3. ↑  , p. 35 https://books.google.cat/books?id=z3D77N2iinYC&pg=PA35 Lipsește sau este vid: |title= (ajutor)
4. 1 2 3  Google Cărți, p. 4
5. 1 2  Encyclopædia Britannica
6. 1 2 3 4 5 6 7 8  MacTutor History of Mathematics archive
7. ↑  Oxford Dictionary of National Biography
8. ↑  Find a Grave
9. ↑  Catholic-Hierarchy.org, accesat în 16 octombrie 2020
10. 1 2  , p. 99 https://books.google.cat/books?id=SaJlbWK_-FcC&pg=PA99 Lipsește sau este vid: |title= (ajutor)
11. 1 2  Google Cărți, p. 5